# 犹他影评人协会
犹他影评人协会（英語：The Utah Film Critics Association）是美国西部犹他州的影评人协会。

## 分类
该组织每年12月下旬颁布他们对电影的评论奖项，包括：
- 最佳影片
- 最佳导演
- 最佳男主角
- 最佳女主角
- 最佳男配角
- 最佳女配角
- 最佳剧本
- 最佳纪录片
- 最佳动画片
- 最佳外语片